# NGC 4957
NGC 4957 ist eine 13,0 mag helle Elliptische Galaxie mit ausgedehnten Sternentstehungsgebieten vom Hubble-Typ E3 im Sternbild Coma Berenices am Nordsternhimmel. Sie ist schätzungsweise 310 Millionen Lichtjahre von der Milchstraße entfernt und hat einen Durchmesser von etwa 110.000 Lj. Die Galaxie gilt als Mitglied des Coma-Galaxienhaufens.

Im selben Himmelsareal befinden sich u. a. die Galaxien NGC 4934, NGC 4943, NGC 4960, IC 4133.
Das Objekt wurde am 11. April 1785 von Wilhelm Herschel mit einem 18,7-Zoll-Spiegelteleskop entdeckt, der sie dabei mit „F, S“ beschrieb.